# 伊木忠義

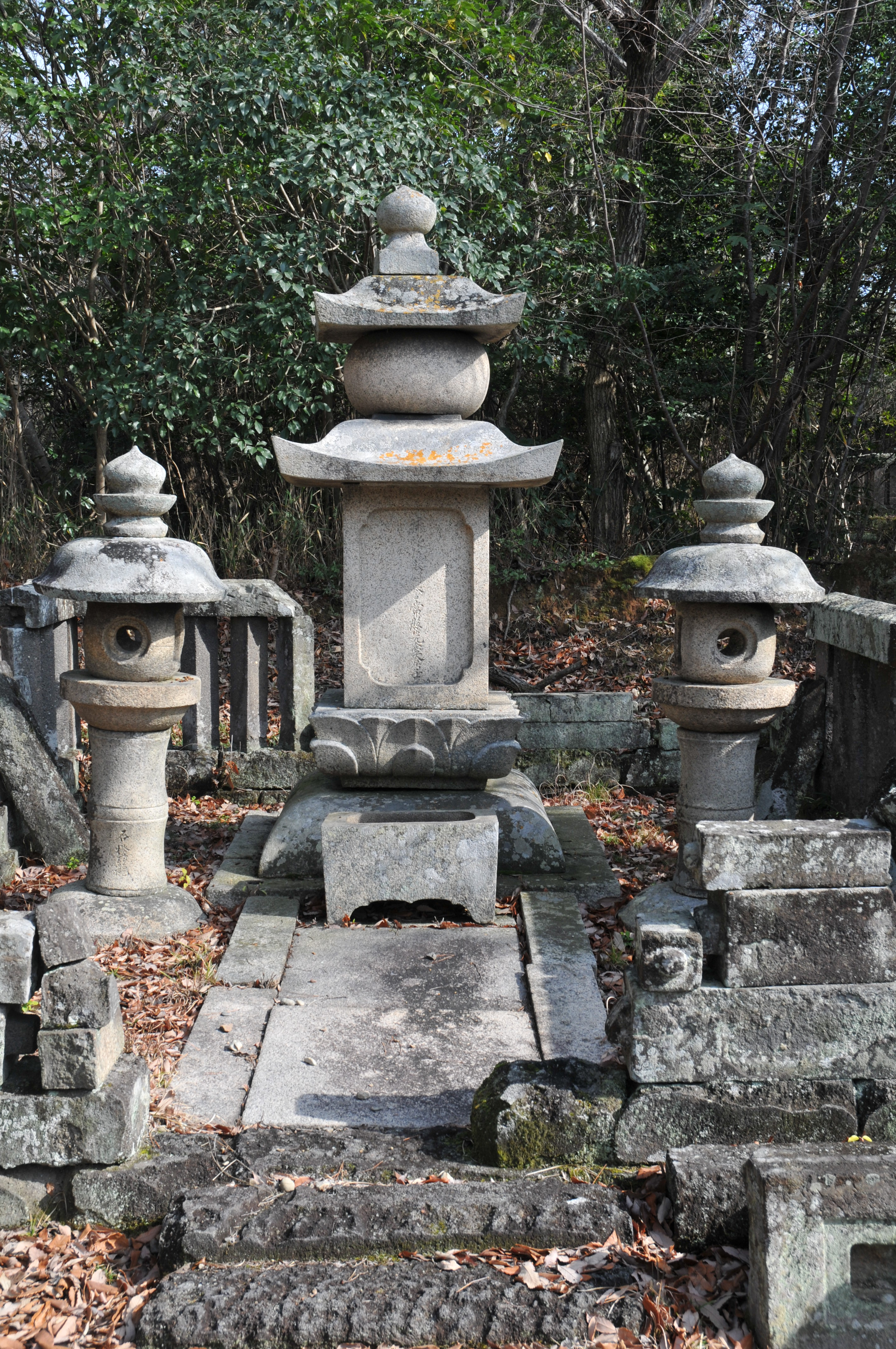
伊木忠義の墓

伊木 忠義（いぎ ただよし、寛文9年5月21日（1669年6月19日） - 享保5年8月1日（1720年9月3日））は、岡山藩筆頭家老。伊木家5代当主。通称は将監。主君は池田綱政、継政。

## 生涯
忠義は伊木家初代忠次の二男・幸雄を初代とする分家（5千石）の4代目であった。実父は伊木兵庫幸知、実母は宗家4代忠親の姉・豊。幼名は三五郎。元服して通称を将監と名乗った。
叔父の忠親に嫡子がなかったため、元禄14年（1701年）に養子に迎えられ家督を相続する。幸雄系の分家はここで廃絶となった。
正室は池田長尚の娘であったが、元禄6年（1693年）に没した。正室との間に子はなかった。正室没後、吉岡氏の娘を後妻に迎え、2男5女をもうけた。宝永元年（1704年）、義父・忠親が没した。享年53。
宝永年間（1704年 - 1710年）、知行地の福谷村に新田開発を行う。
享保5年（1720年）8月1日、病没、享年52（数え年）。50歳を過ぎた頃から病気がちとなり、嫡子忠興に火葬、および3代・4代の眠る千力山ではなく長島に墓所を造営するよう命じた。忠興は父の遺言通り、現在の岡山市東区瀬戸町で荼毘に付し、長島に埋葬した。忠興が6代当主となった。
法名は摂受院殿明誉常照光念大居士。墓所は伊木家長島墓所（岡山県瀬戸内市）。